# Campionati mondiali di sci alpino 1978
I Campionati mondiali di sci alpino 1978, 25ª edizione della manifestazione organizzata dalla Federazione Internazionale Sci, si svolsero in Germania Ovest, a Garmisch-Partenkirchen, dal 29 gennaio al 5 febbraio. Il programma incluse gare di discesa libera, slalom gigante, slalom speciale e combinata, sia maschili sia femminili.

## Organizzazione e impianti
Le gare si disputarono sulle piste Gudiberg,  Horn, Kandahar e Olympia.

## Risultati

### Uomini

#### Discesa libera
| Pos. | Atleta           | Nazione          | Tempo   |
| ---- | ---------------- | ---------------- | ------- |
| 1    | Josef Walcher    | Austria          | 2:04,12 |
| 2    | Michael Veith    | Germania Ovest   | 2:04,19 |
| 3    | Werner Grissmann | Austria          | 2:04,46 |
| 4    | Sepp Ferstl      | Germania Ovest   | 2:04,49 |
| 5    | Franz Klammer    | Svizzera         | 2:04,77 |
| 5    | Peter Müller     | Svizzera         | 2:04,77 |
| 7    | Steve Podborski  | Canada           | 2:04,98 |
| 8    | Walter Vesti     | Svizzera         | 2:06,13 |
| 9    | Vladimir Makeev  | Unione Sovietica | 2:06,20 |
| 10   | Herbert Plank    | Italia           | 2:06,31 |

Data: 29 gennaio

Pista: Kandahar

Lunghezza: 3 320 m

Dislivello: 920 m

Ore: 12.00 (UTC+1)

Porte: 32

#### Slalom gigante
| Pos. | Atleta           | Nazione       | Tempo   |
| ---- | ---------------- | ------------- | ------- |
| 1    | Ingemar Stenmark | Svezia        | 3:02,52 |
| 2    | Andreas Wenzel   | Liechtenstein | 3:04,56 |
| 3    | Willi Frommelt   | Liechtenstein | 3:04,75 |
| 4    | Heini Hemmi      | Svizzera      | 3:04,87 |
| 5    | Phil Mahre       | Stati Uniti   | 3:04,94 |
| 6    | Hans Enn         | Austria       | 3:05,27 |
| 7    | Peter Lüscher    | Svizzera      | 3:06,13 |
| 8    | Pete Patterson   | Stati Uniti   | 3:06,82 |
| 9    | Cary Adgate      | Stati Uniti   | 3:07,10 |
| 10   | Bruno Nöckler    | Italia        | 3:07,20 |

Data: 2 febbraio

Pista: Horn

Dislivello: 400 m

1ª manche:

Ore: 10.00 (UTC+1)

Porte: 63 

2ª manche:

Ore: 13.00 (UTC+1)

Porte: 61

#### Slalom speciale
| Pos. | Atleta               | Nazione        | Tempo   |
| ---- | -------------------- | -------------- | ------- |
| 1    | Ingemar Stenmark     | Svezia         | 1:39,54 |
| 2    | Piero Gros           | Italia         | 1:40,20 |
| 3    | Paul Frommelt        | Liechtenstein  | 1:40,47 |
| 4    | Anton Steiner        | Austria        | 1:40,74 |
| 5    | Mauro Bernardi       | Italia         | 1:42,20 |
| 6    | Christian Neureuther | Germania Ovest | 1:42,74 |
| 7    | Toshihiro Kaiwa      | Giappone       | 1:43,20 |
| 8    | Steve Mahre          | Stati Uniti    | 1:43,76 |
| 9    | Torsten Jakobsson    | Svezia         | 1:44,16 |
| 10   | Peter Aellig         | Svizzera       | 1:44,44 |

Data: 5 febbraio

Pista: Gudiberg

Dislivello: 190 m

1ª manche:

Ore: 10.00 (UTC+1)

Porte: 67

2ª manche:

Ore: 12.30 (UTC+1)

Porte: 62

#### Combinata
| Pos. | Atleta                   | Nazione          |
| ---- | ------------------------ | ---------------- |
| 1    | Andreas Wenzel           | Liechtenstein    |
| 2    | Sepp Ferstl              | Germania Ovest   |
| 3    | Pete Patterson           | Stati Uniti      |
| 4    | Vladimir Andreev         | Unione Sovietica |
| 5    | Valerij Cyganov          | Unione Sovietica |
| 6    | Maciej Gąsienica Ciaptak | Polonia          |
| 7    | Alan Stewart             | Regno Unito      |
| 8    | Wojciech Gajewski        | Polonia          |

Data: 29 gennaio-5 febbraio

Classifica stilata attraverso i piazzamenti
ottenuti in discesa libera, slalom gigante e slalom speciale

### Donne

#### Discesa libera
| Pos. | Atleta                | Nazione        | Tempo   |
| ---- | --------------------- | -------------- | ------- |
| 1    | Annemarie Moser-Pröll | Austria        | 1:48,31 |
| 2    | Irene Epple           | Germania Ovest | 1:48,55 |
| 3    | Doris De Agostini     | Svizzera       | 1:49,11 |
| 4    | Marie-Theres Nadig    | Svizzera       | 1:49,64 |
| 5    | Cindy Nelson          | Stati Uniti    | 1:50,26 |
| 6    | Evi Mittermaier       | Germania Ovest | 1:50,42 |
| 7    | Brigitte Totschnig    | Austria        | 1:50,47 |
| 8    | Martina Ellmer        | Austria        | 1:50,89 |
| 9    | Irmgard Lukasser      | Austria        | 1:50,92 |
| 10   | Monika Bader          | Germania Ovest | 1:51,04 |

Data: 1º febbraio

Pista: Olympia

Lunghezza: 2 800 m

Dislivello: 680 m

Ore: 12.00 (UTC+1)

Porte: 31

#### Slalom gigante
| Pos. | Atleta                | Nazione        | Tempo   |
| ---- | --------------------- | -------------- | ------- |
| 1    | Maria Epple           | Germania Ovest | 2:41,15 |
| 2    | Lise-Marie Morerod    | Svizzera       | 2:41,20 |
| 3    | Annemarie Moser-Pröll | Austria        | 2:41,90 |
| 4    | Irene Epple           | Germania Ovest | 2:42,02 |
| 5    | Hanni Wenzel          | Liechtenstein  | 2:42,43 |
| 6    | Fabienne Serrat       | Francia        | 2:42,83 |
| 7    | Ursula Konzett        | Liechtenstein  | 2:42,84 |
| 8    | Perrine Pelen         | Francia        | 2:43,38 |
| 9    | Erika Hess            | Svizzera       | 2:44,25 |
| 10   | Christa Zechmeister   | Germania Ovest | 2:44,89 |

Data: 4 febbraio

Pista: Horn

Dislivello: 345 m

1ª manche:

Ore: 10.00 (UTC+1)

Porte: 47

2ª manche:

Ore: 13.00 (UTC+1)

Porte: 51

#### Slalom speciale
| Pos. | Atleta              | Nazione        | Tempo   |
| ---- | ------------------- | -------------- | ------- |
| 1    | Lea Sölkner         | Austria        | 1:24,85 |
| 2    | Pamela Behr         | Germania Ovest | 1:25,33 |
| 3    | Monika Kaserer      | Austria        | 1:25,37 |
| 4    | Perrine Pelen       | Francia        | 1:25,67 |
| 5    | Fabienne Serrat     | Francia        | 1:25,75 |
| 6    | Hanni Wenzel        | Liechtenstein  | 1:26,09 |
| 7    | Lise-Marie Morerod  | Svizzera       | 1:26,59 |
| 8    | Claudia Giordani    | Italia         | 1:26,87 |
| 9    | Christa Zechmeister | Germania Ovest | 1:26,99 |
| 10   | Regine Mösenlechner | Germania Ovest | 1:27,43 |

Data: 3 febbraio

Pista: Gudiberg

Dislivello: 160 m

1ª manche:

Ore: 10.00 (UTC+1)

Porte: 50

2ª manche:

Ore: 12.30 (UTC+1)

Porte: 51

#### Combinata
| Pos. | Atleta                | Nazione        |
| ---- | --------------------- | -------------- |
| 1    | Annemarie Moser-Pröll | Austria        |
| 2    | Hanni Wenzel          | Liechtenstein  |
| 3    | Fabienne Serrat       | Francia        |
| 4    | Kathy Kreiner         | Canada         |
| 5    | Dagmar Kuzmanová      | Cecoslovacchia |
| 6    | Cindy Nelson          | Stati Uniti    |
| 7    | Martine Liouche       | Francia        |
| 8    | Torill Fjeldstad      | Norvegia       |
| 9    | Olga Charvátová       | Cecoslovacchia |
| 10   | Bente Dahlum          | Norvegia       |

Data: 1º-4 febbraio

Classifica stilata attraverso i piazzamenti
ottenuti in discesa libera, slalom gigante e slalom speciale

## Medagliere per nazioni
| Pos. | Nazione        | Oro | Argento | Bronzo | Totale |
| ---- | -------------- | --- | ------- | ------ | ------ |
| 1    | Austria        | 4   | 0       | 3      | 7      |
| 2    | Svezia         | 2   | 0       | 0      | 2      |
| 3    | Germania Ovest | 1   | 4       | 0      | 5      |
| 4    | Liechtenstein  | 1   | 2       | 2      | 5      |
| 5    | Svizzera       | 0   | 1       | 1      | 2      |
| 6    | Italia         | 0   | 1       | 0      | 1      |
| 7    | Francia        | 0   | 0       | 1      | 1      |
| 7    | Stati Uniti    | 0   | 0       | 1      | 1      |